# 内华达号潜艇
内华达号潜艇 (SSBN-733)，属于俄亥俄级核潜艇序列，同时也是美国海军中第四艘以内华达州之名命名的军舰。1981年1月7日，位于康涅狄格州格罗顿的通用动力下属公司电船公司获得建造该潜艇的合同；1983年8月8日开始铺设龙骨。1985年9月14日，卡罗尔·拉克索尔特夫人主持了该潜艇的下水仪式。1986年8月16日，该潜艇正式服役，F·W·罗门和威廉·斯通分别被任命为“蓝色”和“金色”代号轮值船员组的指挥官。
2006年8月1日至2日夜间，当内华达号以潜望深度通过胡安·德·富卡海峡时发生了一起事故：当时一艘名为“菲利斯·邓拉普”的拖船正拖拽着两艘从夏威夷州的檀香山前往华盛顿州的西雅图的货船前行，从其下经过的内华达号被拖船与其中一艘货船之间的拖链缠住。虽然其后潜艇扯破了拖链，但是其上的光导纤维亦遭到破坏。
2006年和2007年，内华达号潜艇上的“蓝色”代号轮值船员组连续两次获颁“战斗效力勋章”。该奖章通常授予各潜艇中队中表现最佳的潜艇，是否授予则取决于对该潜艇的战术准备和反应堆运行安全等因素的考察。

## 小说中的内华达号潜艇
- 在汤姆·克兰西的小说《美日开战》（Debt of Honor）中，由内华达号潜艇和其它数艘潜艇组成的潜艇编队被派往迎击日本对北马里亚纳群岛的侵略。